# Federal Capital Territory

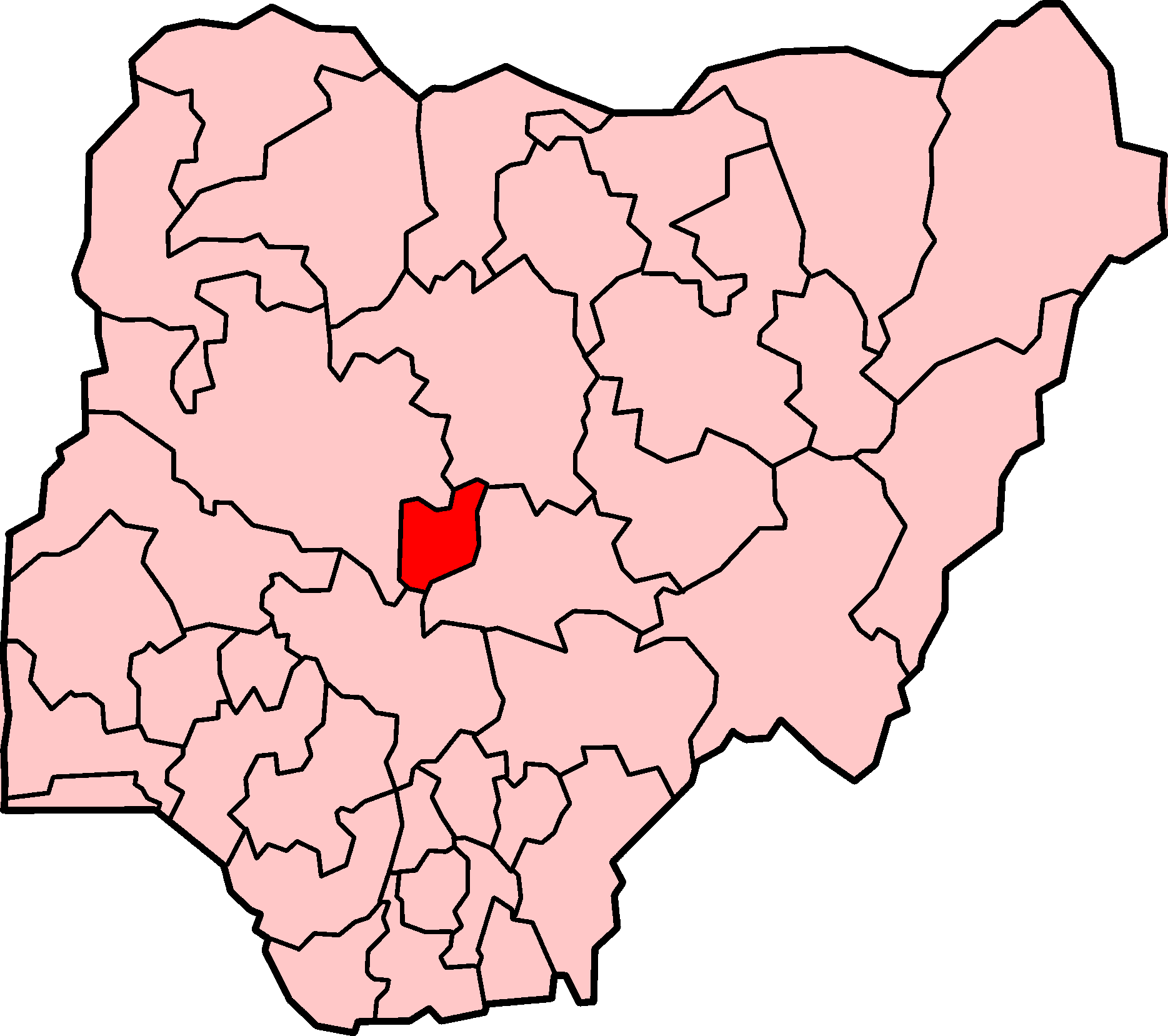
Federal Capital Territory's läge i Nigeria.

Federal Capital Territory är ett administrativt område i centrala Nigeria, och omfattar huvudstaden Abuja med omgivningar. Det är ingen delstat utan ett federalt territorium med speciell status. Området täcker en landareal av 7 607 km² och har 1 405 201 invånare (2006).

## Administrativ indelning
Det federala territoriet är indelat i sex administrativa enheter, local government areas:
- Abaji, Abuja Municipal Area Council, Bwari, Gwagwalada, Kuje, Kwali